# Samsung Galaxy J2 Core
O Samsung Galaxy J2 Core é um smartphone baseado em Android fabricado pela Samsung Electronics. Foi introduzido e lançado em agosto de 2018. É o primeiro telefone Samsung a ter Go Editions do Android OreoO Samsung Galaxy J2 Core é um smartphone baseado em Android fabricado pela Samsung Electronics. Foi revelado e lançado em agosto de 2018. É o primeiro telemóvel Samsung a ter Go Editions do Android Oreo.

## Especificações

### Hardware
O J2 Core é alimentado pelo Exynos 7570, inclui um CPU Exynos 7570 ×4 ARM Cortex A53, um GPU ARM Mali-T720 e 1GB de RAM. O armazenamento de 8 GB pode ser alargado até 256 GB com um cartão microSD.

### Software
O J2 Core vem com o Android 8.1.0 “Oreo” e a Experience UI da Samsung. É uma versão especial chamada Go edition que é desenvolvida para smartphones low-end.